# جان‌پناه شروین
جان‌پناه شروین یا پناهگاه شروین، یکی از پناهگاه‌های کوهنوردی در شمال تهران است که در دامنه توچال و در ارتفاع ۲۴۵۰ متری قرار گرفته‌است.
این جان‌پناه در سال ۱۳۵۲ و به یاد کوهنورد جانباخته، شروین جزایری، با مشارکت اعضای انجمن کوهنوردی دانشجویان دانشگاه تهران،، گروه کوه‌نوردی کاوه، دانشجویان دانشگاه علم و صنعت ایران، دانشجویان کوه‌نورد دانشگاه صنعتی شریف (آریامهر) و گروهی از دیگر کوه‌نوردان ساخته شده‌ است.

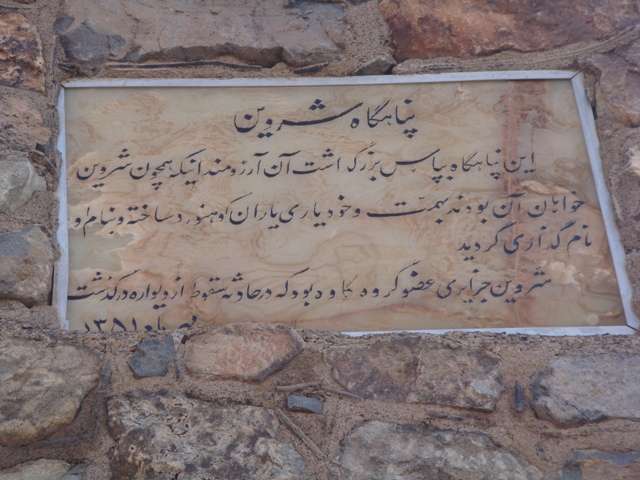
کتیبهٔ نصب شده بر سردر جان‌پناه شروین

## تاریخچه
تاریخچهٔ ساخت جان‌پناه شروین
روز ۱۰ شهریور ۱۳۵۱،سه نفر از اعضای گروه کوهنوردی کاوه هنگام سنگ‌نوردی بر روی دیوارهٔ بند یخجال، دچار حادثه شده و سقوط می‌کنند. در این حادثه شروین جزایری جان خود را از دست می‌دهد و دو نفر همراه او، جواد تاجدار و حسین حاج محسنی مجروح می‌شوند. اعضای گروه طی چند نشست تصمیم به ساخت جان پناهی در محل بند یخچال به عنوان یادبود شروین گرفتند.
اوایل مهرماه ۱۳۵۱ اعضای گروه برای انتخاب مکان مناسب عازم بندیخچال شدند و با تعیین نقاط مختلف در زیر دیواره و اطراف آن و بررسی نقاط ضعف و قوت هر یک، محل فعلی را گزینهٔ مناسب تشخیص دادند، در مذاکرات بعدی و با بررسی امکانات گروه، ابعاد مناسب جان پناه برای خواب حدود دوازده نفر در یک طبقه مورد توافق قرار گرفت. در مهر ماه همان سال اعضاء گروه با فراهم آوردن تجهیزات مورد نیاز نسبت به تسطیح و آماده‌سازی بستر و پی‌کنی دیوارها اقدام کردند.

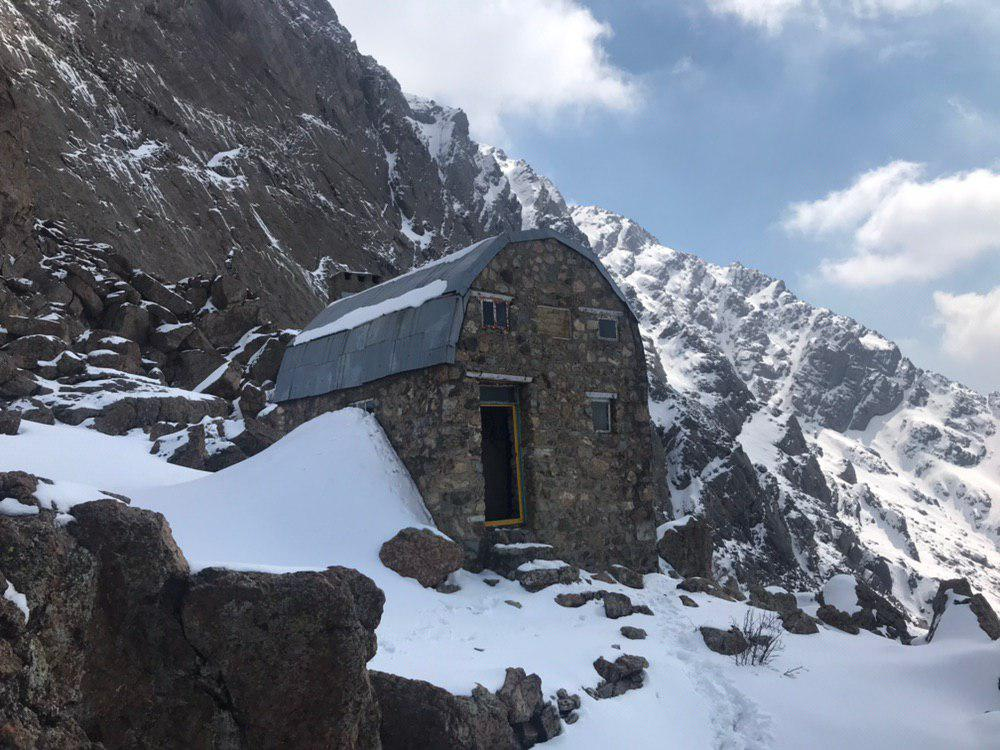
جان‌پناه شروین ۲ فروردین ۱۳۹۸

سختی کار پس از آن شروع شد. جمع‌آوری و حمل سنگ اراضی مجاور پناهگاه برای ایجاد پی دیوارها و تأمین ماسه و سیمان و به ویژه آب مورد نیاز جهت ساخت با توجه به بعد فاصله از بستر رودخانه، گره کار بود. با نصب اعلان نیاز به نیروهای همراه در ساخت جان پناه  در اتاق‌های کوی دانشکدهٔ فنی دانشگاه تهران و دانشگاه علم و صنعت، سختی کار به سرعت برطرف شد و در روزهای آخر هفته دانشجویان کوه‌نورد به صورت گروهی در محل جان‌پناه حضور یافتند. دانشجویان کوه‌نورد دانشگاه صنعتی شریف (آریامهر) و دیگر کوه‌نوردان نیز در هفته‌های بعد به جمع، یاری رساندند به نوعی که بیشترین جمعیتی که در یک روز آذرماه آن سال جهت همکاری حضور یافتند بالغ بر ۲۵۰ نفر بود.
با توجه به چنین استقبالی در همکاری، تصمیم بر این شد که ابعاد ساختمان بزرگتر شود و پناهگاه در دو طبقه ساخته شود.
ماسه و آب از کف آبشار و رودخانه در کیسه‌ها و ظرف‌های پلاستیکی و فلزی به صورت دست به دست توسط زنجیره‌ای از همراهان از دره پایین پناهگاه شیرپلا به ارتفاع محل شروین منتقل می‌شد و سنگ‌های لازم نیز از اطراف پناهگاه و زیر دیوارهٔ بندیخچال تأمین و توسط دوستان حمل شد.
تا اواسط پاییز دیوارهای اطراف ساخته شد و سایر مصالح مورد نیاز نظیر تیرچه سقف، بلوک، آجر، سیمان و تیر چوبی و ... توسط اعضاء گروه کاوه تأمین و پس از تخلیه در میدان سربند توسط دوستان و تماماً با همت آنان به بالا حمل شد و در آخرین روزهای پاییز ۱۳۵۱ سقف اول تیر ریزی و بلوک‌گذاری و بتن ریزی شد. سپس طراحی طبقه دوم پناهگاه به صورت فلزی با خرپاهای قوسی چند قطعه‌ای و تیرریزی با پروفیل و پوشش زیر و رو همراه با عایق لازم اجرا شد.
در بهار ۱۳۵۲ نصب قطعات فلزی و پوشش سقف با پیچ و مهره و سوراخ‌کاری با دریل دستی و پرچ توسط اعضای گروه که حدود ۱۵ تا ۲۰ نفر بودند انجام شد.
عمدهٔ کارهای فلزی از قبیل در و پنجره و خرپای سقف، توسط و به دست  ناصر گارسچی از اعضای گروه کوهنوردی فلز کار مکانیک ساخته و توسط اعضاء به بالا حمل و نصب گردید. کلیه عملیات بنایی نیز توسط استاد تقی از اهالی پس قلعه انجام پذیرفت.
در پایان تابستان ۱۳۵۲ پناهگاه تکمیل و از لوح زیر که یادآور همکاری جمعی است پرده برداری شد:
این پناهگاه به پاس بزرگداشت آن آرزومندانی که همچون شروین خواهان آن بودند به همت و خودیاری یاران کوه‌نورد ساخته و به نام او نام‌گذاری گردید. شروین جزایری عضو گروه کاوه بود که در حادثه سقوط از دیواره درگذشت.
										مهر ماه ۱۳۵۱
با گذشت بیش از چهل سال، پناهگاه شروین با ظرفیت حدود ۳۰ نفر جان‌پناه کوه‌نوردان در بند یخچال می‌باشد.
یاد همهٔ عزیزانی که در ساخت پناهگاه شروین نقش داشتند گرامی باد!
گروه کوهنوردی و اسکی کاوه -(کریم تاجدار)

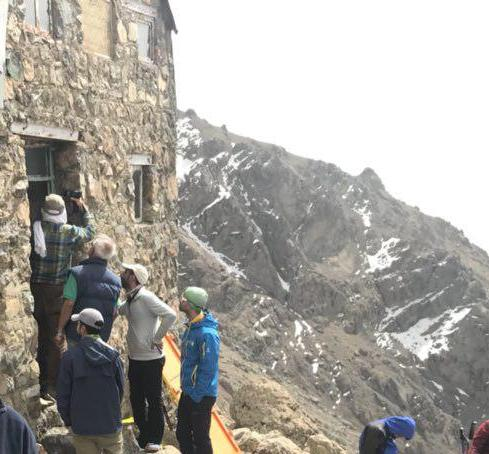
بازسازی پناهگاه شروین ۲۵ اسفند ۹۶

### بازسازی
دانشجویان قدیمی دانشگاه علم و صنعت ایران سال‌ها است که در اولین هفته فروردین و شهریور ماه هرسال به کوه و پای جان‌پناه شروین می‌روند تا حادثه غم انگیز سقوط بچه‌های گروه (گروه کوه‌نوردی کاوه) از دیواره بند یخچال، زنده‌یادان شروین جزایری، حسین حاجی محسن و جواد تاجدار را به یاد آورند و هم‌بستگی بی‌نظیر دانش‌جویان را برای ساخت این جان‌پناه، ستایش کنند.
سوم شهریور ۱۳۹۶ در بازدید از جان‌پناه خرابی‌هایی در سقف و دیوار شمالی آن و نشت آب و رطوبت به داخل دیده شد.
همان‌جا قرار شد به بازسازی و تعمیر جان‌پناه اقدام شود، در روزهای پس از آن بسیاری از دانش‌جویان دهه ۵۰ دانشگاه علم و صنعت با مشارکت در این امر، هزینه‌ی بازسازی را تامین کردند و در هفته‌های بعد کار انتقال سنگ و دیگر مصالح مورد نیاز و نیز عایق‌کاری سقف و دیوارها انجام شد.
روز جمعه ۲۵ اسفند ۱۳۹۶ آخرین مرحله بازسازی یعنی نصب در جدید جان‌پناه هم انجام شد و این کار دشوار با موفقیت به پایان رسید.